# Sierra Leoons honkbalteam

Vlag van Sierra Leone.

Het Sierra Leoons honkbalteam is het nationale honkbalteam van Sierra Leone. Het team vertegenwoordigt Sierra Leone tijdens internationale wedstrijden. Het Sierra Leoons honkbalteam hoort bij de Afrikaanse Honk- en Softbalassociatie (AHSA).